# Destin Destine
Destin Destine (n. 1895) a fost un trăgător de tir ce a reprezentat Haiti, medaliat olimpic. A participat la o ediție a Jocurilor Olimpice (1924) în care a câștigat o medalie de bronz.

## Participări
Lista de mai jos prezintă principalele competiții la care a participat Destin Destine de-a lungul carierei.
- shooting at the 1924 Summer Olympics – men's team free rifle[*]